# 밀리 퍼킨스
밀리 퍼킨스(Millie Perkins, 1938년 5월 12일 ~ )는 미국의 배우이다.

## 출연 작품
- 로스트 시티 (2005년)
- 불의 수확 (1996, Harvest of Fire)
- 의뢰인 (1996년)
- 체임버 (1996년)
- 육체의 행로 (1995년)
- 미드나잇 런 - 제3탄 (1994년)
- 공포의 이블 데드 (1993년)
- 코트의 작은 영웅 피스톨 (1991년)
- 콜 미 안나 (1990년)
- 사라진 제이미 (1988년)
- 투 문 정션 (1988년)
- 월 스트리트 (1987년)
- 할아버지는 멋쟁이 (1986년)
- 페널티 페이즈 (1986년)
- 제이크 스피드 (1986년)
- 추수감사절의 약속 (1986년)
- 폐쇄 구역 (1986년)
- 추억의 간주곡 (1985년)
- 라이센스 투 킬 (1984, License to Kill)
- 천사들의 합창 (1984, Shattered Vows)
- 테이블 포 파이브 (1983년)
- 레이디 코코아 (1975년)
- 닭싸움꾼 (1974년) - 프란시스 맨스필드 역
- 와일드 인 더 스트리트 (1968년)
- 복수의 총성 (1967년)
- 바람 속의 질주 (1965년)
- 엔사인 펄버 (1964년)
- 와일드 인 더 컨트리 (1961년)
- 안네의 일기 (1959년)

### 텔레비전
- Knots Landing (1983-84; 1990)
- 더 영 앤 더 레스트리스 (2006)